# Vámbéry Rusztem
Vámbéry Rusztem (teljes nevén: Vámbéry Rustem Loránd Vilfried) (Pest, 1872. február 29. – New York, 1948. október 24.) jogász, polgári radikális publicista, Vámbéry Ármin orientalista fia.

## Élete
A világhírű orientalista, Vámbéry Ármin és Arányi-Rechnitz Kornélia egyetlen gyermeke. 1872. június 2-án keresztelte meg Török Pál református lelkész a Kálvin téri református templomban. Keresztszülei Csengery Antal és neje König Róza, Pulszky Ágost, Pulszky Polixénia, valamint az akkor még trónörökös Edward Hailstone esquire, walesi herceg, későbbi VII. Eduárd brit király volt. A hallei és a budapesti egyetemen folytatott jogi tanulmányokat. 1896-ban fejezte be a tanulmányait. 1899. május 9-én Budapesten, a Terézvárosban feleségül vette Vámossy Olga Róza Júliát, s két fiuk (György és Róbert) született. Mint jogász elsősorban a büntetőjoggal foglalkozott, a kriminológia elismert szakértőjének számított. 1896-tól az Igazságügyi Minisztériumban a törvényelőkészítést vezette. 1913-ban mint királyi táblai bíró vonult vissza. 1903-tól tanított a budapesti egyetemen.
A politikával az 1914-ben alakított (Országos) Polgári Radikális Pártban kezdett foglalkozni, melynek rövid idő alatt az elnökévé választották. Ebbéli tisztségében az őszirózsás forradalom győzelmét követően a Nemzeti Tanács tagja lett. Ezért a frissen alakult Horthy-rendszer megfosztotta egyetemi katedrájától, így 1920-tól ügyvédként dolgozott. Olyan jelentős politikai perekben lépett fel védőként, mint a népbiztosper (1920), József Attila első pere (1924), illetve a második Rákosi-per (1934–1935). Közben csatlakozott a Függetlenségi 48-as és Kossuth Párthoz, melynek 1923-ban az egyik alelnökévé választották.
1913 és 1934 között a Jogtudományi Közlöny, 1926 és 1938 között a Századunk szerkesztője volt. 1919–1923 közt publikált az Aurórában, 1921–1923 közt a Független Szemlében. 1938-ban a fasizmus elől Londonba, majd az Amerikai Egyesült Államokba emigrált, ahol a baloldali emigránsokhoz csatlakozott. 1941-ben megfosztották magyar állampolgárságától.
1945-ben tért haza, amikor egyike lett annak a nyolc kiemelkedő közéleti személyiségnek, akiket az alakuló Ideiglenes Nemzetgyűlés saját döntése alapján meghívott képviselőnek. Az 1945-ös választás után az alakuló Országgyűlés ismét behívta, immáron a tíz (később tizenkettő) meghívott képviselő egyikeként. Mivel az ezt lehetővé tévő törvényt időközben eltörölték, még az 1947-es választás előtt parlamenti mandátuma lejárt; választásokon (sikerrel) sohasem indult. 1947. szeptember 5-étől Magyarország washingtoni követe volt egészen 1948. május 2-áig. Megbízatása lejártával Amerikában maradt, ott is érte a halál alig több mint öt hónappal később, október 24-én.
Vámbéryt besúgói jelentés a szabadkőműves Martinovics-páholy tagjának nevezi, de ezt semmi más dokumentum nem erősíti meg. Tagja volt a Társadalomtudományi Társaságnak és a Huszadik Század c. társadalomtudományi folyóirat körének is.

## Emlékezete
1984-ben a Magyar Kriminológiai Társaság Vámbéry Rusztem-emlékérem néven díjat alapított a büntetőpolitikai tevékenységben, főleg a kriminológiai tudományos kutatásokban kiemelkedő szakemberek munkájának elismerésére.

## Fontosabb művei
- A relegatio eredményei és büntetési rendszerünk reformja (Budapest, 1898); Online
- Büntetőjog és ethika (Budapest, 1907);
- Extraditión treaties (Bp., 1908);
- The territorial conflict of criminal law (Bp., 1908);
- Büntetőjog (I – II., Bp., 1913); Büntetőjog I. Büntetőjog II.
- Ungarisches Jugendgerichtsgesetz (Berlin, 1914);
- A bűnvádi perrendtartás tankönyve (Bp., 1916);
- A fiatalkorúak bíróságra a háború alatt (Bp., 1916);
- A fiatalkorúak büntetőjoga az újabb külföldi törvényhozásban (Bp., 1918);
- Sajtóbilincsek és sajtórabszolgák (Bp., 1930);
- Az élő múlt (Bp., 1931);
- Háború és jog (Bp., 1933);
- A Rákosi-per (Bp., 1933);
- Eretnek magyarázatok a nacionalizmusról (Bp., 1936);
- A háborútól a békéig (Bp., 1938);
- The Hungarian Problem (Jászi Oszkár bevezetőjével, New York, 1942);
- Hungary – to be, or not to be (New York, 1946. 5 – 6. sz.)
- A történelemben. Vásárhelyi Miklós válogatott beszédei és írásai a nyolcvanas-kilencvenes évekből; sajtó alá rend. Vásárhelyi Júlia, előszó Kenedi János; Élet és Irodalom, Bp., 2006
- A mennyei Pilvax; vál., sajtó alá rend. Valuch Tibor; Századvég–Nyilvánosság Klub–Osiris Kft., Bp., 1994 (Ars scribendi)

- Társadalomtudományi Társaság